# Invención de la radio

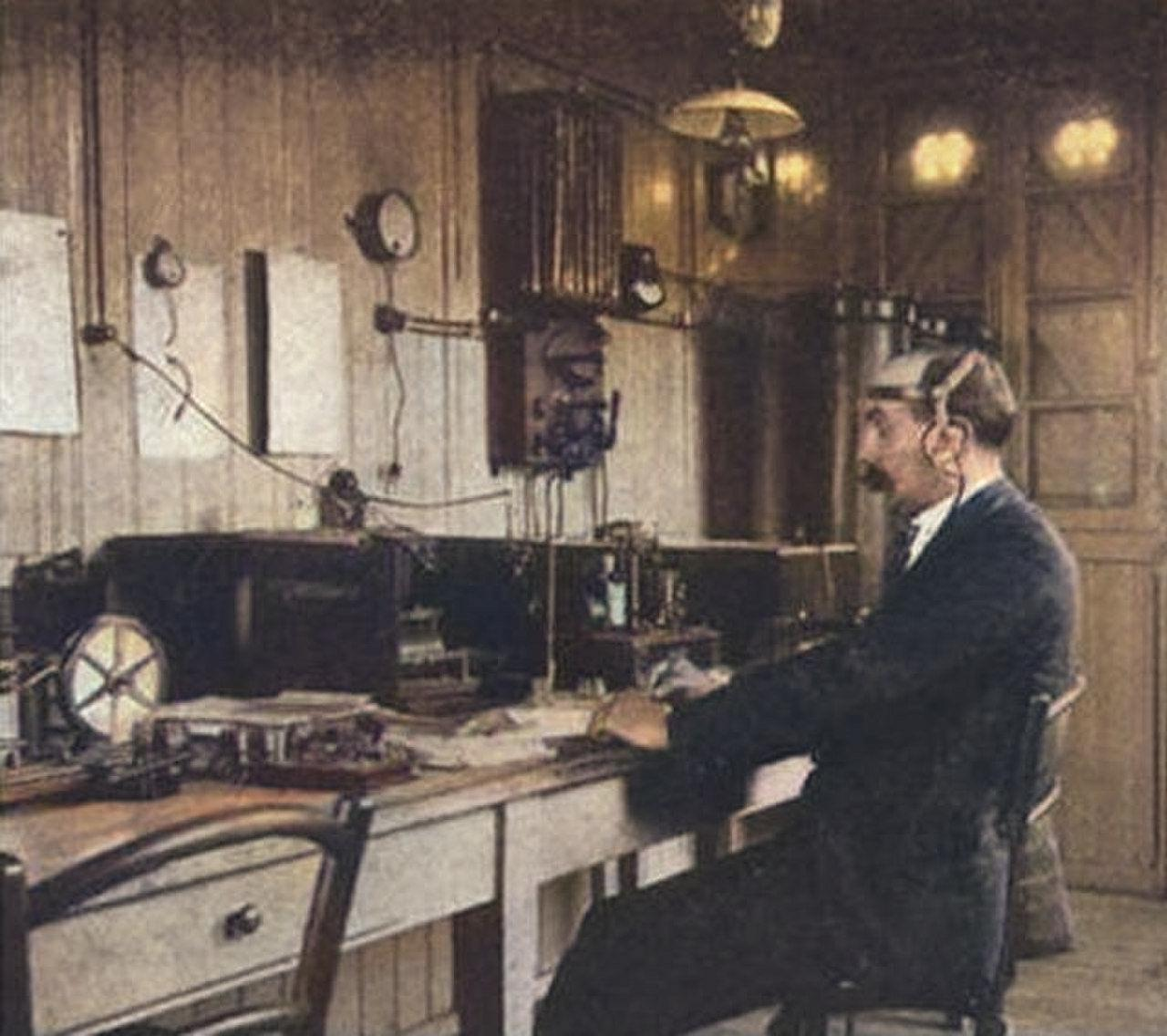
Un barco italiano comunicándose con una estación costera (1904)

La invención del medio de comunicación comúnmente conocido como radio actualmente se atribuye a Guglielmo Marconi. El consenso entre los investigadores es que fue Marconi quien realizó la primera transmisión de radio. El proceso abarcó varias décadas, desde que se establecieron sus fundamentos teóricos en 1873, hasta que se logró probar la existencia del fenómeno radioeléctrico y finalmente se desarrollaron las técnicas necesarias para su uso en la transmisión inalámbrica de señales. Aunque parece probado que Marconi fue el primero en hacer una transmisión por radio, el Gobierno ruso sigue sosteniendo que fue Aleksandr Popov el inventor del receptor de ondas.
A pesar de que la distribución fue atribuida a Guillermo Marconi, o incluso a Nikola Tesla, según últimas investigaciones realizadas,[¿cuál?] el español Julio Cervera Baviera desarrolló la radio antes que Marconi.[cita requerida] Cierto es que el italiano inventó la telegrafía sin hilos, pero para transmitir señales, no sonidos. El segorbino Julio Cervera Baviera transmitió la voz humana sin hilos entre Javea (Alicante) e Ibiza en 1902, lo que significó la conexión de dos puntos alejados cerca de 85 kilómetros.[cita requerida]
Sin embargo, hay que tener en cuenta que 15 años antes que Marconi y 4 años antes que Julio Cervera, Nikola Tesla ya había hecho varias demostraciones y publicaciones de los principios de la radio.
La idea de que los cables necesarios para el telégrafo eléctrico podrían eliminarse, creando un sistema de telegrafía sin hilos, era bastante anterior a la existencia de la comunicación por radio. Los inventores intentaron construir sistemas basados en la conducción eléctrica del aire, la inducción electromagnética o en sus propias ideas teóricas. Varios inventores y experimentadores se encontraron con las ondas de radio antes de que se comprobara que existían, pero por entonces se consideraron como fenómenos de inducción electromagnética.
El descubrimiento en la década de 1880 de la radiación electromagnética por Heinrich Rudolf Hertz (incluidas las ondas de radio) se produjo después de más de medio siglo de desarrollo teórico sobre la conexión entre la electricidad y el magnetismo a partir de principios de 1800, y supuso la demostración práctica de la teoría sobre el electromagnetismo desarrollada por James Clerk Maxwell en 1873.
El uso de las ondas de radio como medio de comunicación no se produjo inmediatamente después. Tras su descubrimiento, Hertz las consideró de poco valor práctico y otros experimentadores que exploraron las propiedades físicas del nuevo fenómeno, como Oliver Joseph Lodge y Jagdish Chandra Bose, mientras transmitían ondas de radio a cierta distancia, no parecieron ver ningún valor en el desarrollo de un sistema de comunicación basado en ellas, aunque durante sus experimentos desarrollaron distintos componentes electrónicos y métodos para mejorar la transmisión y detección de ondas electromagnéticas.
A mediados de la década de 1890, basándose en las técnicas que los físicos utilizaban para estudiar las ondas electromagnéticas, Guillermo Marconi desarrolló el primer aparato para la comunicación por radio a larga distancia. El 23 de diciembre de 1900, el inventor canadiense Reginald Fessenden se convirtió en la primera persona en enviar señales de voz (telefonía sin hilos) por medio de ondas electromagnéticas, transmitiendo con éxito a una distancia de aproximadamente 1,6 km, y seis años después, en la Nochebuena de 1906, se convirtió en la primera persona en realizar una emisión de radio pública.
Finalmente en 1943 la Corte Suprema de Estados Unidos reconoció a Nikola Tesla la invención de la radio, pues suyas eran las patentes de los elementos fundamentales que permitían su funcionamiento.

## Teorías y métodos de comunicación inalámbrica anteriores a la radio
Antes del descubrimiento de las ondas electromagnéticas y del desarrollo de la comunicación por radio, se propusieron o probaron muchos sistemas de telégrafos inalámbricos. Los primeros investigadores generalmente no comprendieron o no revelaron los efectos físicos que eran responsables de transmitir las señales. Estos experimentadores utilizaron las teorías existentes en su momento o teorías novedosas propias sobre cómo se podían transmitir las señales inalámbricas.
En abril de 1872, William Henry Ward obtuvo la Patente USPTO n.º 126356 para un sistema de telegrafía inalámbrica en el que teorizaba que las corrientes de convección de la atmósfera podían transmitir señales como un cable telegráfico. Unos meses después de que Ward recibiera su patente, Mahlon Loomis de Virginia Occidental recibió la Patente USPTO n.º 129971 para un "telégrafo inalámbrico" en julio de 1872. El sistema patentado afirmó utilizar la electricidad atmosférica para eliminar el cable aéreo utilizado por los sistemas de telégrafo existentes. No contenía diagramas ni métodos específicos y no hacía referencia ni incorporaba ninguna teoría científica conocida. Era similar a la patente de William Henry Ward.

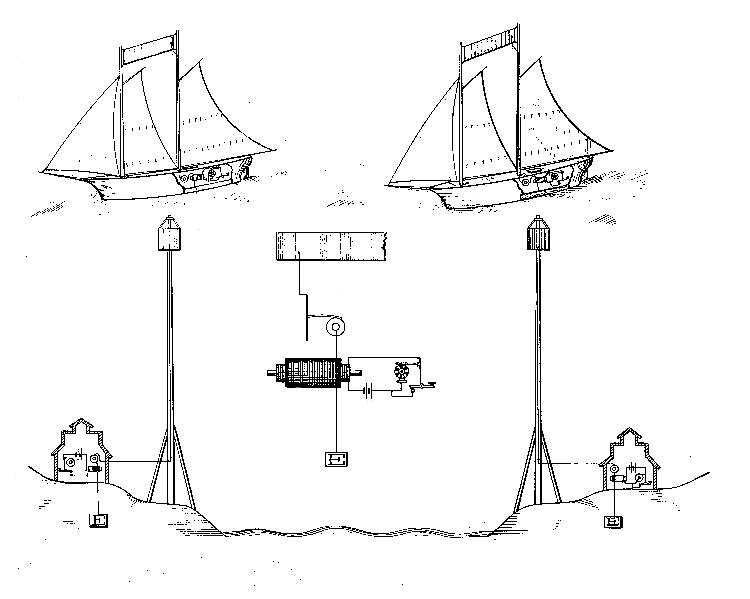
Patente de Thomas Edison de 1891 sobre un telégrafo inalámbrico barco-costa basado en un sistema de inducción electrostática

En los Estados Unidos, Thomas Alva Edison patentó a mediados de la década de 1880 un sistema de inducción electromagnética que llamó "telegrafía de saltamontes" ("grasshopper telegraphy"), que permitía que las señales telegráficas saltasen la corta distancia entre un tren en marcha y los cables de telégrafo que corrían paralelos a las vías. En el Reino Unido, William Henry Preece pudo desarrollar un sistema de telégrafo de inducción electromagnética que, con cables de antena de muchos km de longitud, podía transmitir a través de distancias de aproximadamente 5 km . El inventor Nathan Stubblefield, entre 1885 y 1892, también trabajó en un sistema de transmisión por inducción.
Otras formas de comunicación inalámbrica se registran en cuatro patentes para un fotófono, inventado conjuntamente por Alexander Graham Bell y Charles Sumner Tainter en 1880. El fotófono permitió la transmisión de sonido mediante un haz de luz, y el 3 de junio de 1880, Bell y Tainter transmitieron el primer mensaje telefónico inalámbrico del mundo con su nuevo método de telecomunicación.
A principios de la década de 1890, Nikola Tesla comenzó su investigación sobe las corrientes eléctricas de alta frecuencia. Estaba al tanto de los experimentos de Hertz con las ondas electromagnéticas de 1889 pero, como muchos científicos de esa época, pensaron que, aunque existieran ondas de radio, probablemente solo viajarían en línea recta, haciéndolas inútiles para la transmisión a larga distancia.
El interés principal de Tesla en el fenómeno inalámbrico fue como un sistema de distribución de energía, aunque en 1893 propuso que también podría incorporar señales de comunicación. Su trabajo de laboratorio y sus posteriores experimentos a gran escala en Colorado Springs lo llevaron a la conclusión de que podría construir un sistema inalámbrico mundial basado en la conducción que usaría la Tierra (mediante la inyección de grandes cantidades de corriente eléctrica en el suelo) como medio para conducir las señales a distancias muy largas (a través de la Tierra), superando las limitaciones de otros sistemas. Intentó implementar sus ideas de transmisión de energía y telecomunicaciones inalámbricas en su gran proyecto de la Wardenclyffe Tower, pero sin éxito.

## Desarrollo del electromagnetismo
Varios científicos propusieron que la electricidad y el magnetismo estaban vinculados. Alrededor de 1800, Alessandro Volta desarrolló los primeros medios para producir una corriente eléctrica. En 1802, Gian Domenico Romagnosi pudo haber sugerido una relación entre la electricidad y el magnetismo, pero sus informes pasaron desapercibidos. En 1820, Hans Christian Ørsted realizó un experimento simple y hoy ampliamente conocido sobre la corriente eléctrica y el magnetismo. Demostró que un cable que lleva una corriente podía desviar la aguja magnetizada de una brújula. El trabajo de Ørsted influyó en André-Marie Ampère para elaborar una teoría del electromagnetismo. Varios científicos especularon en aquella época que la luz podría estar conectada con la electricidad o el magnetismo.
En 1831, Michael Faraday comenzó una serie de experimentos en los que descubrió la inducción electromagnética. La relación fue modelada matemáticamente por la ley de Faraday, que posteriormente se convirtió en una de las cuatro ecuaciones de Maxwell. Faraday propuso que las fuerzas electromagnéticas se extenderían al espacio vacío alrededor de un conductor, pero no completó su trabajo relacionado con esa propuesta. En 1846 especuló que la luz era "la perturbación de una onda en un campo de fuerza".
Extendiendo una serie de experimentos realizados por Felix Savary, Joseph Henry realizó sus propias pruebas entre 1842 y 1850 que le permitieron detectar efectos magnéticos inductivos a una distancia de 60 metros. Fue el primero (1838–42) en producir oscilaciones eléctricas de corriente alterna de alta frecuencia, y demostró experimentalmente que la descarga de un condensador en ciertas condiciones es oscilatoria o, como él lo expresaba, consiste en una descarga principal en una dirección y luego en varias acciones reflejas hacia atrás y hacia adelante, cada una más débil que la anterior, hasta que se llega al equilibrio. Esta visión también fue adoptada posteriormente por Hermann von Helmholtz. La demostración matemática de este hecho fue dada por primera vez por Lord Kelvin en su artículo sobre "Corrientes Eléctricas Transitorias".

### Maxwell y la predicción teórica de las ondas electromagnéticas
Entre 1861 y 1865, basado en el trabajo experimental anterior de Faraday y de otros científicos, y en su propia modificación de la ley de Ampere, James Clerk Maxwell desarrolló su teoría del electromagnetismo, que predijo la existencia de ondas electromagnéticas. En 1873 describió las bases teóricas de la propagación de ondas electromagnéticas en su artículo dirigido a la Royal Society, (A Dynamical Theory of the Electromagnetic Field). Esta teoría unió todas las observaciones, experimentos y ecuaciones de la electricidad, el magnetismo y la óptica que anteriormente no estaban relacionados en una teoría coherente. Su conjunto de ecuaciones (las ecuaciones de Maxwell) demostró que la electricidad, el magnetismo y la luz son manifestaciones del mismo fenómeno, el campo electromagnético. Posteriormente, todas las demás leyes o ecuaciones clásicas de estas disciplinas fueron casos especiales de las ecuaciones de Maxwell. Su trabajo en electromagnetismo ha sido llamado "la segunda gran unificación en física".
Más adelante, Oliver Heaviside reformuló las ecuaciones originales de Maxwell en el conjunto de cuatro ecuaciones vectoriales que generalmente se conocen hoy en día como ecuaciones de Maxwell. Ni Maxwell ni Heaviside transmitieron o recibieron ondas de radio; aunque sus ecuaciones del campo electromagnético establecieron los principios para el diseño de radio y siguen siendo la expresión estándar del electromagnetismo clásico.
Del trabajo de Maxwell, Albert Einstein escribió:

"¡Imagine los sentimientos de [Maxwell] cuando las ecuaciones diferenciales que formuló le demostraron que los campos electromagnéticos se propagan en forma de ondas polarizadas, y a la velocidad de la luz! A pocos hombres en el mundo se les ha concedido esta experiencia ... a los físicos les llevó algunas décadas comprender el significado completo del descubrimiento de Maxwell, tan audaz fue el salto que su genio forzó a las concepciones de sus compañeros de trabajo."

Otros físicos quedaron igualmente impresionados con el trabajo de Maxwell, como Richard Feynman que comentó:

"Desde una visión a largo plazo de la historia del mundo, contemplada desde, digamos, dentro de diez mil años, no cabe duda de que el evento más significativo del siglo XIX se considerará el descubrimiento de las leyes del electromagnetismo por parte de Maxwell. La guerra civil estadounidense se convertirá en una insignificancia local en comparación con este importante evento científico de la misma década."

### Experimentos y propuestas
Berend Wilhelm Feddersen, un físico alemán académico privado en Leipzig, logró en 1859 realizar experimentos con una botella de Leyden para demostrar que las chispas eléctricas estaban compuestas de oscilaciones amortiguadas.
En 1870, el físico alemán Wilhelm von Bezold descubrió y demostró el hecho de que las oscilaciones progresivas y reflejadas producidas en los conductores por una descarga de condensadores daban lugar a fenómenos de interferencia. Los profesores Elihu Thomson y E. J. Houston realizaron en 1876 una serie de experimentos y observaciones sobre descargas de osciladores de alta frecuencia. En 1883, George Francis FitzGerald sugirió en una reunión de la Asociación Británica para el Avance de la Ciencia que la descarga de un condensador podía generar ondas electromagnéticas, pero no se siguió su sugerencia, posiblemente porque no se conocía ningún medio para detectar las ondas.

### Hertz verifica experimentalmente la teoría de Maxwell

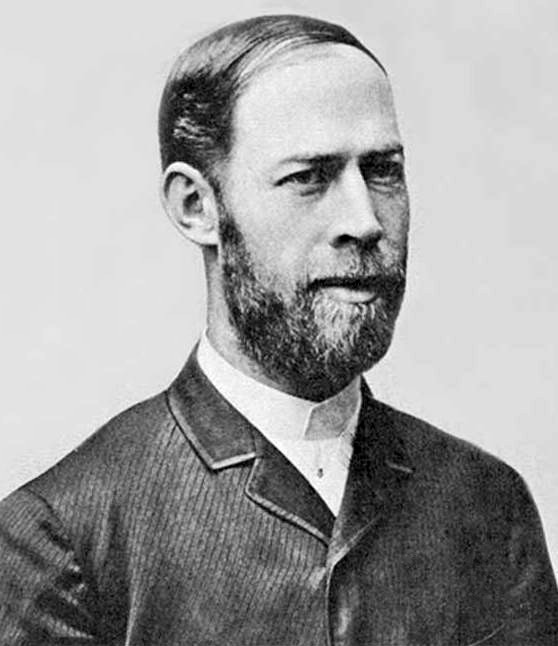
Heinrich Hertz

En 1879 se le propuso al físico alemán Heinrich Rudolf Hertz que intentara probar la teoría del electromagnetismo de Maxwell, pero no pudo encontrar ningún modo de construir un aparato para probarla experimentalmente.
 Su observación, en el otoño de 1886, de la chispa producida en una bobina adyacente al descargar una botella de Leyden en una gran bobina, le dio la idea de cómo construir un aparato de prueba. Entre 1886 y 1888, realizó experimentos científicos que validaron la teoría de Maxwell. Diseñó un método para detectar las ondas de radio generadas por una chispa, utilizando una espira sin alimentación que actuaba como una antena, absorbiendo la energía de la onda y convirtiéndola de nuevo en una chispa eléctrica. Publicó sus resultados en una serie de artículos entre 1887 y 1890, y nuevamente en forma de libro completo en 1893.
El primero de los artículos publicados, "Sobre las oscilaciones eléctricas muy rápidas", daba cuenta del curso cronológico de su investigación, a medida que se llevó a cabo desde finales del año 1886 hasta principios de 1887.
Por primera vez se comprobó de manera intencional e inequívoca cómo las ondas de radio electromagnéticas ("ondas hertzianas") se transmitían a través del vacío mediante un dispositivo de chispa, siendo detectadas a una corta distancia.

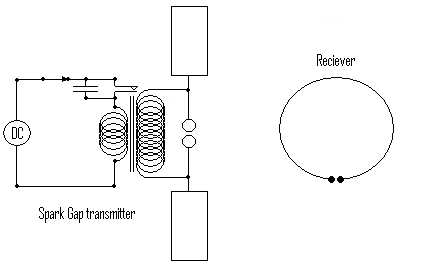
Montaje experimental del aparato de Hertz (1887)

Hertz pudo tener cierto control sobre las frecuencias de sus ondas radiadas alterando la inductancia y la capacidad eléctrica de su transmisor y de la antena de su receptor. Enfocó las ondas electromagnéticas utilizando un reflector de esquina y un espejo parabólico, para demostrar que la radio se comportaba igual que la luz, como la teoría electromagnética de Maxwell había predicho más de 20 años antes.
Lo que no ideó Hertz fue un sistema para la utilización práctica de las ondas electromagnéticas, ni describió ninguna aplicación potencial de la tecnología. Sus estudiantes de la Universidad de Bonn le preguntaron a Hertz qué uso podría darse a estas ondas, y él les respondió: "No tienen ninguna utilidad en absoluto. Esto es únicamente un experimento que demuestra que el maestro Maxwell tenía razón. Solo tenemos estas misteriosas ondas electromagnéticas que no podemos ver a simple vista. Pero están ahí".
Falleció en 1894, dejando fundamentados los principios de la comunicación por ondas de radio para que otros científicos e ingenieros lo completaran en una forma práctica. Después de los experimentos de Hertz, Sir William Crookes publicó un artículo en febrero de 1892 en The Fortnightly Review sobre 'Algunas posibilidades de la electricidad' con sus pensamientos sobre la viabilidad de la comunicación inalámbrica basada en las investigaciones de Lodge y de Hertz, y el físico estadounidense Amos Emerson Dolbear prestó similar atención a la idea.

## Detección de ondas de radio antes de Hertz

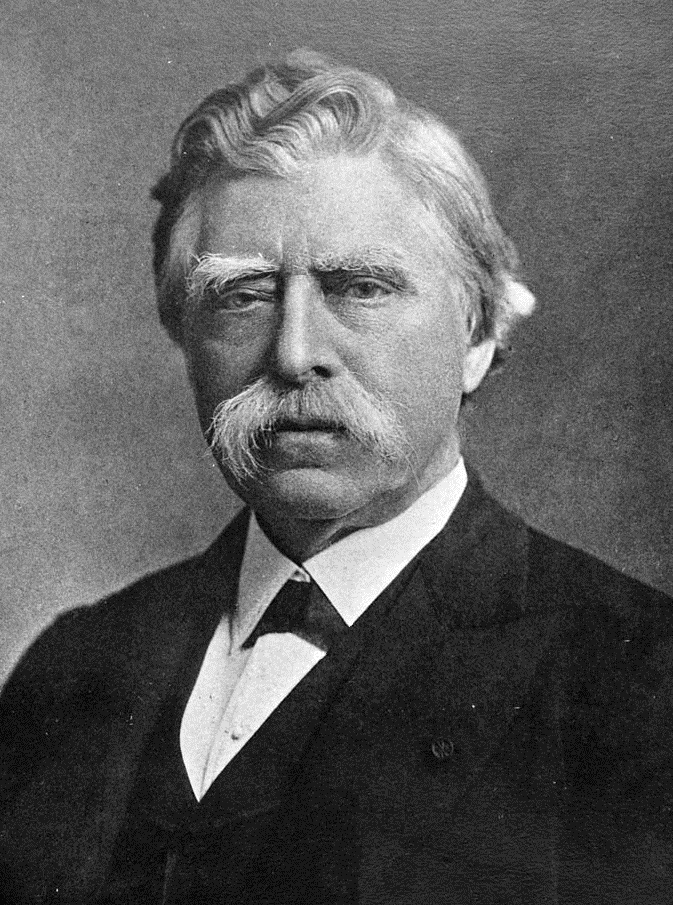
David Edward Hughes

Hacia finales de 1875, mientras experimentaba con la telegrafía, Thomas Alva Edison observó un fenómeno que denominó "fuerza ethérica" y lo anunció a la prensa el 28 de noviembre. Abandonó esta investigación cuando Elihu Thomson, entre otros, ridiculizó la idea, afirmando que se trataba de inducción electromagnética.
En 1879, el experimentador e inventor David Edward Hughes, que trabajaba en Londres, descubrió que un mal contacto en un teléfono de Bell que estaba usando en sus experimentos parecía activarse cuando trabajaba en una balanza de inducción cercana (una forma temprana de detector de metales). A partir de este hecho, desarrolló un detector mejorado para recoger esta "corriente extra" desconocida, basado en su nuevo diseño de micrófono (similar a los detectores posteriores conocidos como cohesores o detectores de bigotes de gato) e ideó una manera de interrumpir el equilibrio de inducción para producir una serie de chispas. Mediante experimentos de prueba y error, finalmente halló que podía captar estas "ondas aéreas" mientras llevaba su dispositivo telefónico por la calle hasta una distancia de unos 450 m.
El 20 de febrero de 1880, mostró su experimento a representantes de la Royal Society, incluidos Thomas Henry Huxley, George Gabriel Stokes y William Spottiswoode, entonces presidente de la Sociedad. Stokes estaba convencido de que el fenómeno que Hughes estaba demostrando era simplemente inducción electromagnética, no un tipo de conducción a través del aire. Hughes no era un físico, y al parecer aceptó las observaciones de Stokes y no prosiguió con los experimentos. Su trabajo puede haber sido mencionado en el artículo "Algunas posibilidades de la electricidad" de William Crookes, citado como una persona sin nombre en cuyo experimento participa Crookes.

## Desarrollo de las ondas de radio

### El detector Branly
En 1890, Édouard Branly demostró lo que más tarde llamó "radio conductor", (componente al que Lodge denominó en 1893 cohesor), el primer dispositivo sensible para detectar ondas de radio. Poco después de los experimentos de Hertz, Branly descubrió que las limaduras sueltas de metal, que en un estado normal tienen una alta resistencia eléctrica, pierden esta resistencia en presencia de oscilaciones eléctricas y se convierten prácticamente en conductores de la electricidad. Lo demostró colocando limaduras de metal en una caja o tubo de vidrio, y convirtiéndolos en parte de un circuito eléctrico normal. De acuerdo con la explicación común, cuando se crean ondas eléctricas en la vecindad de este circuito, se generan en él fuerzas electromotrices que parecen acercar más las limaduras (es decir, se cohesionan) y por lo tanto su resistencia eléctrica disminuye, motivo por el que Oliver Joseph Lodge denominó a este dispositivo "cohesor". Por lo tanto, el instrumento receptor, que puede ser un relé telegráfico, que normalmente no indicaría ningún signo de corriente de la batería pequeña, puede operarse cuando se activan las oscilaciones eléctricas. Branly descubrió además que, una vez que las limaduras habían sido cohesionadas, conservaban su baja resistencia hasta que se separaban, por ejemplo, agitando el tubo. El cohesor, sin embargo, no era lo suficientemente sensible como para ser utilizado de manera fiable a medida que se desarrollaba la radio.

### Demostraciones de Lodge
El físico y autor de textos científicos británico sir Oliver Joseph Lodge estuvo cerca de ser el primero en probar la existencia de las ondas electromagnéticas de Maxwell. En una serie de experimentos realizados en la primavera de 1888 con una botella de Leyden conectada a unos cables paralelos de cierta longitud, observó que estaba obteniendo chispas de diferentes tamaños y un patrón de brillo en el cable que parecía ser una función de la longitud de onda de las oscilaciones eléctricas. Antes de que pudiera presentar sus propios descubrimientos, se enteró de la serie de pruebas de Hertz sobre el mismo tema.
El 1 de junio de 1894, en una reunión de la Asociación Británica para el Avance de la Ciencia celebrada en la Universidad de Oxford, Lodge dio una conferencia conmemorativa sobre el trabajo de Hertz (recientemente fallecido) y la prueba del físico alemán de la existencia de ondas electromagnéticas 6 años antes. Efectuó una demostración sobre la naturaleza casi óptica de las "ondas hertzianas" (ondas de radio) y demostró su similitud con la luz y la visión, incluida la reflexión y la transmisión. Más tarde, en junio y agosto de 1894, realizó experimentos similares, aumentando la distancia de transmisión hasta los 55 metros. En estas conferencias, mostró un detector que se convertiría en estándar en el trabajo de radio, una versión mejorada del detector de Branly que Lodge denominó cohesor. Consistía en un tubo de vidrio que contenía limaduras de metal entre dos electrodos. Cuando la pequeña carga eléctrica de las ondas de una antena se aplicaba a los electrodos, las partículas metálicas se unían (adquiriendo cohesión) causando que el dispositivo se volviera conductor, permitiendo que la corriente de una batería pasase a través de él. En la configuración de Lodge, los leves impulsos del cohesor fueron captados por un galvanómetro de espejo que desviaría un rayo de luz que se proyectaba sobre él, dando una señal visual de que se estaba recibiendo un impulso. Después de recibir una señal, las limaduras metálicas en el coherer se segregaban de nuevo mediante un vibrador operado manualmente o mediante las vibraciones de un timbre colocado en la mesa, que sonaba cada vez que se recibía una transmisión. Lodge también demostró la manera de sintonizar las ondas de radio usando un par de botellas de Leyden que podían ponerse en resonancia. Las conferencias de Lodge fueron ampliamente publicitadas y sus técnicas influyeron y fueron expandidas por otros pioneros de la radio, incluyendo a Augusto Righi y su alumno Guillermo Marconi, a Alexander Popov, a Lee De Forest y a Jagdish Chandra Bose.
Lodge en ese momento parecía no ver el valor del uso de las ondas de radio para señalización o telegrafía inalámbrica y hay un debate sobre si se ocupó de mostrar la comunicación durante sus conferencias. El físico John Ambrose Fleming, comentó que la conferencia de Lodge fue un experimento de física, no una demostración de señalización telegráfica. Después de que se desarrollara la comunicación por radio, la conferencia de Lodge se convertiría en el foco de las disputas prioritarias sobre quién inventó la telegrafía inalámbrica (en resumen, la radio). Su demostración temprana y el desarrollo posterior de la sintonización de radio (su patente del sintonizador Syntonic de 1898) llevaría a disputas de patentes con la Compañía Marconi. Cuando la patente del sintonizador de Lodge se extendió en 1911 por otros 7 años, Marconi acordó resolver la disputa comprándola.

### J. C. Bose
En noviembre de 1894, el físico indio Jagdish Chandra Bose demostró públicamente el uso de ondas de radio en Calcuta, pero no estaba interesado en patentar su trabajo. Bose fue capaz de encender pólvora y tocar una campana a distancia usando ondas electromagnéticas, confirmando que las señales de comunicación se pueden transmitir sin utilizar cables. Envió y recibió ondas de radio a distancia, pero no explotó comercialmente este logro.
Demostró la capacidad de la señal para viajar desde la sala de conferencias, y a través de otra sala y un pasillo intermedios, alcanzar una tercera sala distante unos 22 m, atravesando tres paredes sólidas en el camino, así como el cuerpo del presidente (que resultó ser el teniente gobernador). El receptor, situado a esta distancia, aún disponía de suficiente energía como para activar un contacto que hizo sonar una campana, disparó una pistola e hizo explotar una mina en miniatura. Para obtener este resultado de su pequeño emisor, Bose instaló un aparato que anticipaba curiosamente las elevadas 'antenas' de la moderna telefonía inalámbrica: una placa metálica circular en la parte superior de un poste de 6 m de altura, conectada con el emisor, y otra similar conectada con el aparato receptor.
La forma de "cohesor" ideada por el profesor Bose y descrita por él al final de su artículo "On a new Electro Polariscope""(Sobre un nuevo Electro Polariscopio) permitió que la sensibilidad y el alcance obtenidos parecieran dejar poco más que desear en aquel momento. En 1896, el diario británico "Daily Chronicle" informó sobre sus experimentos en UHF: "El inventor (JC Bose) ha transmitido señales a una distancia de casi una milla y aquí se encuentra la primera y obvia y extremadamente valiosa aplicación de esta nueva maravilla teórica".
Después de los Discursos del viernes por la noche de Bose en la Royal Institution, la revista "The Electric Engineer" expresó su sorpresa de que en ningún momento se guardase ningún secreto en cuanto a su construcción, por lo que su descubrimiento ha quedado abierto a todo el mundo para adoptarlo con fines prácticos y potencialmente económicos.
Bose a veces fue criticado por no ser práctico, y por no obtener ganancias de sus invenciones.
En 1899 anunció el desarrollo de un "cohesor hierro-mercurio-hierro con un detector telefónico" en un documento presentado a la Royal Society de Londres. Más tarde obtuvo la Patente USPTO n.º 755840, de un "Detector de perturbaciones eléctricas" (1904) para un receptor electromagnético específico. Continuaría con su investigación e hizo otras contribuciones al desarrollo de la radio.

## Otras aplicaciones de las ondas de radio

### Detector de rayos de Popov

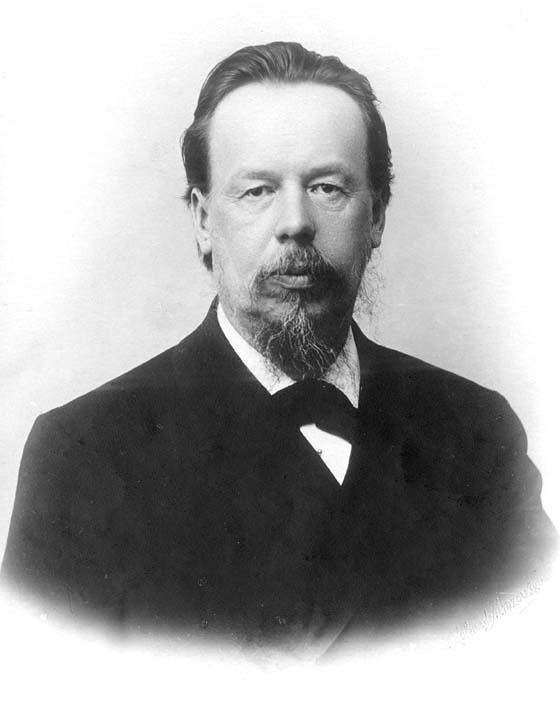
Alexander Stepanovich Popov

En 1894-95, el físico ruso Aleksandr Stepánovich Popov realizó experimentos para desarrollar un radiorreceptor, una versión mejorada del diseño basado en el cohesor de Oliver Joseph Lodge. Su diseño, dotado con un mecanismo de extracción automática del cohesor, fue ideado como un detector de rayos para ayudar al servicio forestal a rastrear los rayos que podrían iniciar incendios. Su receptor demostró ser capaz de detectar rayos a distancias de hasta 30 km. Popov construyó una versión del receptor que era capaz de registrar automáticamente rayos en rollos de papel. Presentó su receptor de radio a la Sociedad Física y Química Rusa el 7 de mayo de 1895 (esta fecha pasó a celebrarse anualmente en la Federación Rusa como "Día de la Radio"), siendo proclamado en los países de Europa del Este como el inventor de la radio. El artículo sobre sus hallazgos se publicó ese mismo año, el 15 de diciembre de 1895. Popov había registrado, a fines de 1895, que esperaba lograr enviar señales a distancia utilizando ondas de radio. Sin embargo, no solicitó una patente para esta invención.

### El barco de Tesla
En 1898, Nikola Tesla desarrolló un pequeño barco dirigido por control remoto, basado en un radio/cohesor con una forma de comunicación segura entre transmisor y receptor, que mostró públicamente en 1898. Tesla llamó a su invento un "teleautómata" y esperaba poder venderlo como un torpedo naval teledirigido.

## Telegrafía inalámbrica basada en ondas de radio

### Marconi

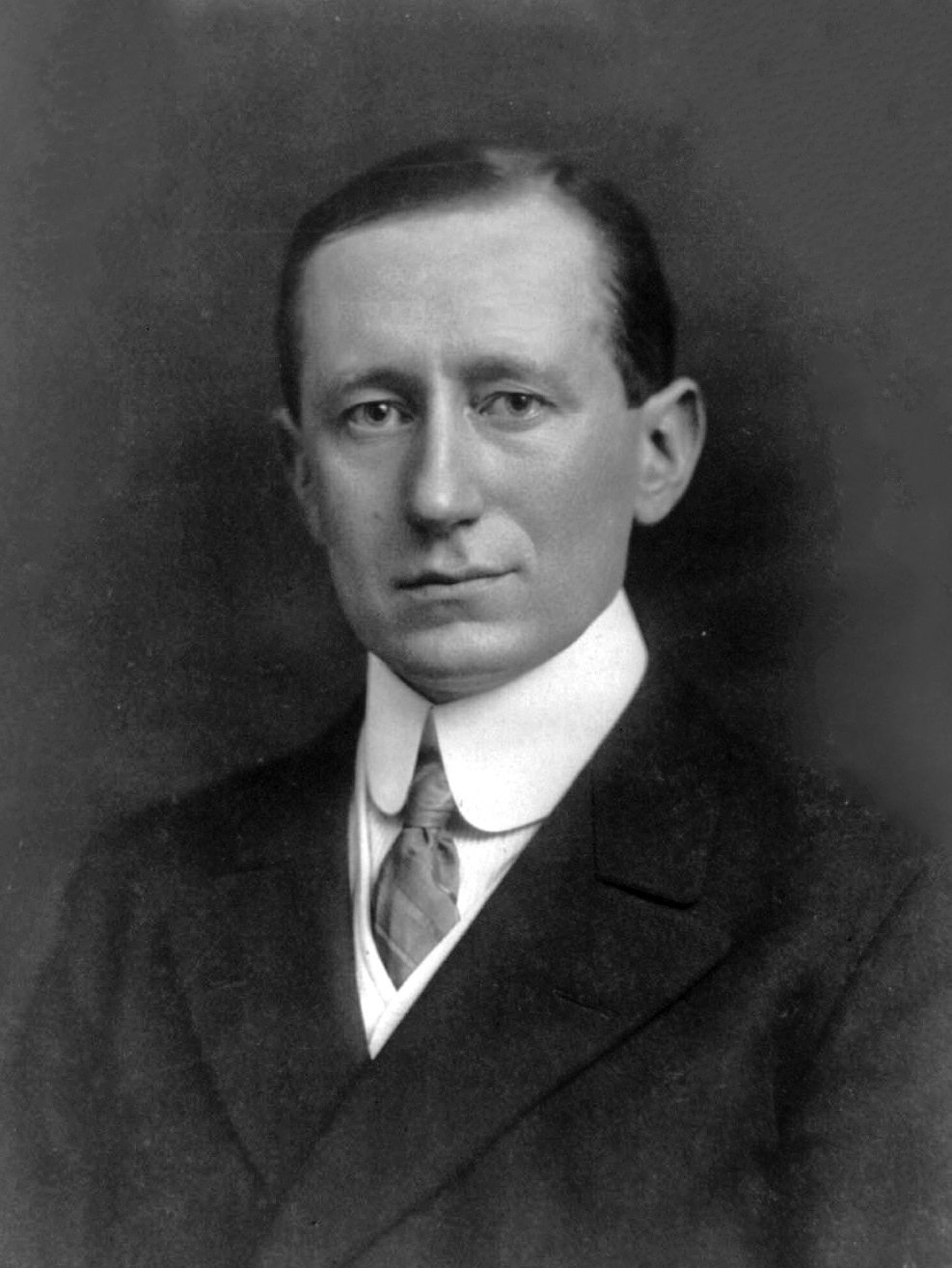
Guglielmo Marconi

Guillermo Marconi estudió en la Escuela Técnica de Livorno y se familiarizó con los escritos publicados por el Profesor Augusto Righi de la Universidad de Bolonia. En 1894, Sir William Preece entregó un documento a la Royal Institution de Londres sobre señalización eléctrica sin cables. En 1894, durante las conferencias de la Royal Institution, Lodge entregó el documento titulado "El trabajo de Hertz y de algunos de sus sucesores". Se dice que Marconi, mientras estaba de vacaciones en 1894, leyó artículos sobre los experimentos que Hertz hizo en la década de 1880, y también se informó sobre el trabajo de Tesla. Fue en este momento cuando comenzó a comprender que las ondas de radio podían usarse para las comunicaciones inalámbricas. El primer aparato de Marconi fue un desarrollo del aparato de laboratorio de Hertz, convertido en un sistema diseñado con fines de comunicación. Al principio, usó un transmisor para hacer sonar una campana en un receptor del ático de su laboratorio. Luego trasladó sus experimentos al aire libre, a la finca familiar situada cerca de Bolonia, para establecer comunicación a mayores distancias. Reemplazó el dipolo vertical de Hertz por un cable vertical rematado por una lámina de metal, con un terminal opuesto conectado a tierra. En el lado del receptor, Marconi reemplazó el espacio de la chispa por un cohesor de limaduras metálicas, un detector desarrollado por Édouard Branly y otros experimentadores. Fue capaz de transmitir señales de radio a distancias de aproximadamente 2,4 km a finales de 1895.
Obtuvo una patente británica para la radio, descrita como Mejoras en la transmisión de impulsos y señales eléctricas y en sus aparatos. La especificación completa se presentó el 2 de marzo de 1897. Esta fue la patente inicial de Marconi para la radio, aunque utilizó varias técnicas anteriores de varios otros experimentadores, y mostraba similitudes con instrumentos desarrollados por otros técnicos (incluido Popov). Durante este tiempo, se investigó ampliamente la telegrafía inalámbrica. En julio de 1896, Marconi consiguió que su invento y un nuevo método de telegrafía llamase la atención de William Henry Preece, posteriormente ingeniero jefe del "Servicio Postal y Telegráfico" del Reino Unido, que durante los últimos doce años se había interesado en el desarrollo de la telegrafía inalámbrica por métodos inductivos. El 4 de junio de 1897, Marconi le presentó su sistema de "Señalización a través del espacio sin cables". Preece dedicó un tiempo considerable a exhibir y explicar el aparato de Marconi en la Royal Institution de Londres, afirmando que el inventor italiano había ideado un nuevo relé que tenía una alta sensibilidad y precisión.

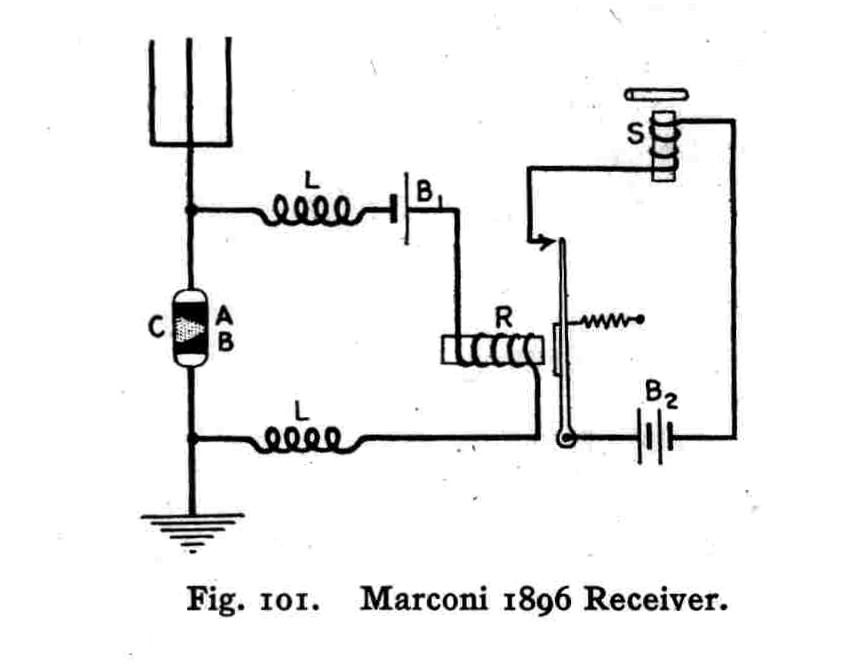
Plano del receptor aéreo de Marconi (1896)

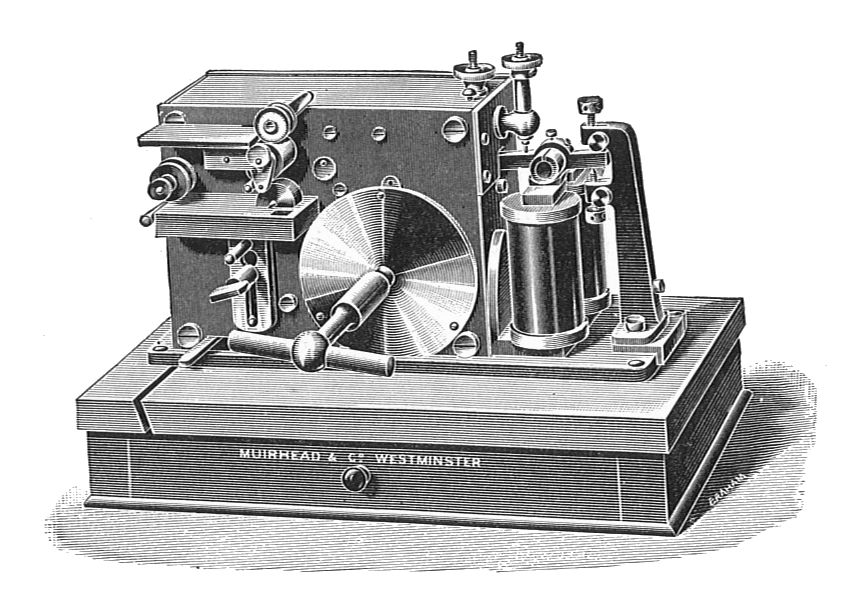
Dispositivo Morse con marcador de tinta Muirhead

La Compañía Marconi fue fundada por Guillermo Marconi en 1897. Ese mismo año, estableció la primera estación de radio en Niton, Inglaterra. El sistema de telegrafía inalámbrica de Marconi fue inspeccionado por las autoridades de la "Oficina Postal y Telegráfica". Se realizó una serie de experimentos con el nuevo sistema inalámbrico en el canal de Brístol, y en octubre de 1897 se enviaron señales de Salisbury Plain a Bath, a una distancia de 55 km Alrededor de 1900, Marconi desarrolló una ley empírica, estableciendo que para simples antenas de envío y recepción verticales de igual altura, la distancia telegráfica máxima de trabajo variaba proporcionalmente al cuadrado de la altura de la antena. Este enunciado se conoce como la ley de Marconi.
Se establecieron otras estaciones experimentales en Lavernock Point, cerca de Penarth; en Flat Holm, una isla en medio del canal, y en Brean Down, un promontorio situado junto a Somerset. Las señales se enviaron entre los puntos primero y último, a una distancia de aproximadamente 13 km . El instrumento de recepción utilizado fue un aparato Morse con marcador de tinta, del modelo entonces utilizado por la Oficina Postal. En 1898, Marconi abrió una fábrica de material de radiofonía en Hall Street, Chelmsford, que empleaba a unas 50 personas, y un año después, en 1899, anunció su invención del "cohesor de hierro, mercurio y hierro con detector de teléfono" en un documento presentado en la Royal Society de Londres.
En mayo de 1898, se estableció la comunicación para la Corporación Lloyds entre Ballycastle y el Faro de la isla de Rathlin en el norte de Irlanda. En julio de 1898, la telegrafía de Marconi se empleó para informar de los resultados de las carreras de yates en la regata de Kingstown para el periódico Daily Express de Dublín. Se instaló un conjunto de instrumentos en una habitación en Kingstown, y otro a bordo de un vapor, el Flying Huntress. La antena en la costa era una tira de malla de alambre unida a un mástil de 12 m de alto, y varios cientos de mensajes fueron enviados y recibidos correctamente durante el progreso de las carreras.
En este momento, el rey Eduardo VII, por entonces Príncipe de Gales, tuvo la desgracia de lesionarse una rodilla y fue confinado a bordo del yate real Osltorm en Cowes Bay.
A instancias de la casa del rey, Marconi instaló su aparato a bordo del yate real, y también en el castillo de Osborne, en la isla de Wight, y mantuvo la comunicación inalámbrica durante tres semanas entre ambas estaciones. Las distancias recorridas eran pequeñas; pero a medida que el yate se movía, en algunas ocasiones se interponían altas colinas, de modo que la altura de los cables aéreos estaba sobrepasada en decenas de metros por los obstáculos montañosos, y sin embargo, esto no fue un impedimento para la comunicación. Estas demostraciones llevaron a la Trinity House, el organismo estatal británico encargado de velar por la seguridad de la navegación marítima, a ofrecer una oportunidad a Marconi para probar el sistema en la práctica entre el faro de South Foreland Lighthouse, cerca de Dover y la baliza East Goodwin Lightship, en Goodwin Sands. Esta instalación se puso en funcionamiento el 24 de diciembre de 1898 y resultó ser valiosa. Se demostró que una vez que el aparato estaba instalado, podía ser operado por marineros ordinarios con muy poco entrenamiento.
A finales de 1898, la telegrafía de ondas eléctricas establecida por Marconi había demostrado su utilidad, especialmente para la comunicación entre barco y barco y barco y costa.
La estación de Haven Hotel y el mástil de telégrafo inalámbrico fueron los principales trabajos de investigación de Marconi sobre telegrafía inalámbrica realizados después de 1898. En 1899, transmitió mensajes a través del Canal de la Mancha. También en 1899, envió "Telegrafía inalámbrica" a la Institución de Ingenieros Eléctricos. Además, en 1899, W. H. Preece llegó a la conclusión de que la "Telégrafía etérea" había superado la etapa experimental, y que había llegado el momento de que los inventores entraran en la etapa comercial. En su exposición, Preece detallaba el trabajo de Marconi y de otros inventores británicos. En octubre de 1899, el progreso de la regata de yates entre Columbia y Shamrock fue transmitido con éxito usando telegrafía aérea, habiendo sido enviadas con éxito más de 4000 palabras entre las dos estaciones embarcadas y las estaciones costeras. Inmediatamente después, se instaló un aparato emisor solicitado por el Estado Mayor de la Marina de los Estados Unidos, y se realizaron algunos experimentos muy interesantes bajo la supervisión personal de Marconi. "The Marconi Company" pasó a llamarse "Wireless Telegraph Company Marconi" (Compañía Marconi del Telégrafo Inalámbrico) en 1900.

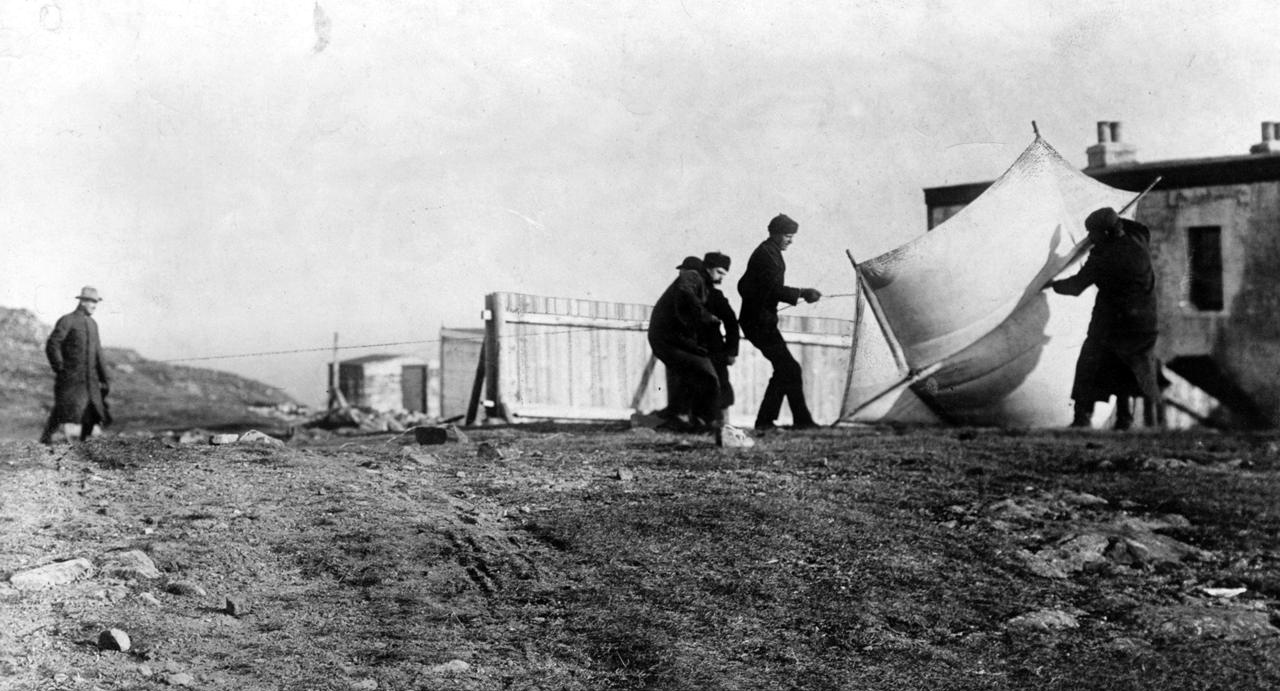
Marconi contempla cómo el personal de su empresa alza una antena mediante una cometa en San Juan de Terranova, en diciembre de 1901

En 1901, Marconi afirmó haber recibido señales de radiofrecuencia transatlánticas durante el día en una longitud de onda de 366 metros (820 kHz). Estableció una estación de transmisión inalámbrica en "Marconi House", Rosslare Strand, condado de Wexford, en 1901, para actuar como un enlace entre Poldhu en Cornwall y Clifden en el condado de Galway. Su anuncio el 12 de diciembre de 1901, utilizando una antena de 152.4 m compatible con una cometa para la recepción, anunciaba que el mensaje se recibió en Signal Hill, un promontorio situado en San Juan, Terranova (ahora parte de Canadá), mediante las señales transmitidas por la nueva estación de alta potencia de la compañía en Poldhu, Cornualles. El mensaje recibido había sido acoordado de antemano y Marconi lo conocía; consistía en la letra 'S' en Morse: tres puntos. El investigador de la historia de las telecomunicaciones, Henry M. Bradford, ha puesto en duda recientemente el éxito de aquella transmisión, basándose en conocimiéntos teóricos y en la recreación del experimento. Actualmente se sabe que la transmisión a larga distancia con una longitud de onda de 366 metros no es posible durante el día, ya que la onda es muy absorbida por la ionosfera. Es posible que lo que escuchase fuera solo un ruido atmosférico aleatorio, que se confundió con una señal, o que Marconi hubiera escuchado un armónico en onda corta de la señal. La distancia de transmisión entre los dos puntos era de 3500 km .
La realidad de la transmisión entre Poldhu y Terranova anunciada por Marconi ha sido criticada por varios historiadores de la ciencia como Belrose o el ya citado Bradford, que han puesto en duda que las ondas de radio cruzaran el Atlántico en 1901, aunque otros estudiosos han asumido la posición de que esta fue la primera transmisión de radio transatlántica. Los críticos han afirmado que es más probable que Marconi hubiera recibido en este experimento el ruido radioeléctrico producido por la electricidad atmosférica. La estación transmisora en Poldhu, Cornwall, usó un transmisor de chispa que podría producir una señal en el rango de la frecuencia media y con niveles de alta potencia.
Marconi transmitió desde Inglaterra a Canadá y Estados Unidos. En este período, un receptor electromagnético particular, llamado Detector magnético Marconi o detector magnético de histéresis, fue desarrollado aún más por Marconi y se utilizó con éxito en sus primeros trabajos transatlánticos (1902) y en muchas de las estaciones más pequeñas durante varios años. En 1902, se estableció una estación Marconi en el pueblo de Crookhaven, Condado de Cork, Irlanda, para proporcionar comunicaciones de radio marítima a los barcos que llegaban de América. El capitán de un barco podía ponerse en contacto con los agentes de la línea naviera en tierra para preguntar qué puerto recibiría su carga sin la necesidad de atracar en el que fuese el primer puerto posible de desembarque. Irlanda, debido a su ubicación en el oeste, desempeñó un papel clave en los primeros esfuerzos para enviar mensajes transatlánticos. Marconi ya era capaz de transmitir desde su estación en Glace Bay, Nueva Escocia, Canadá, a través del Atlántico, y el 18 de enero de 1903, una estación de Marconi envió un mensaje con los saludos del Presidente de los Estados Unidos, Theodore Roosevelt, al Rey del Reino Unido, siendo esta oficialmente la primera transmisión de radio transatlántica originada en los Estados Unidos.

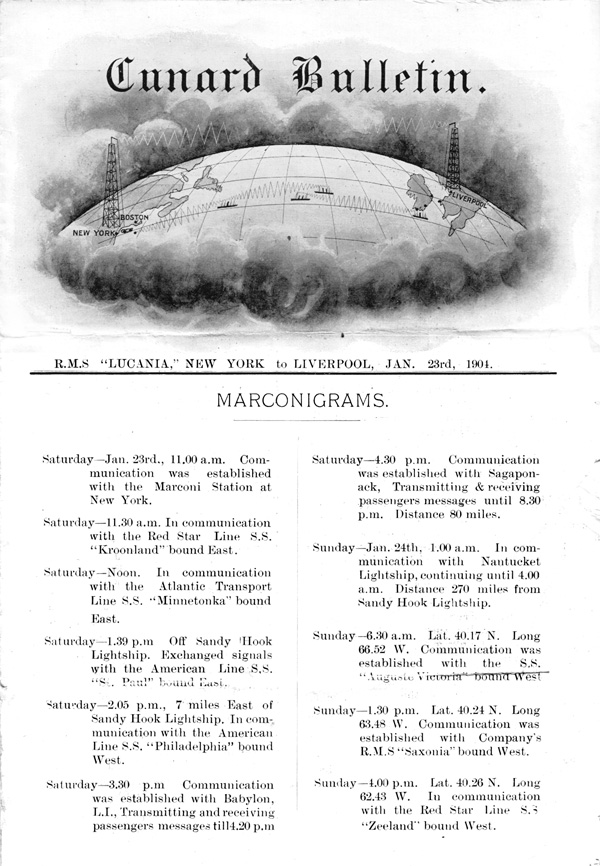
Boletín Diario de la Naviera Cunard

En 1904, Marconi inauguró un diario del océano, el Boletín Diario de la Naviera Cunard, en el R.M.S. "Campania" de la compañía naviera Cunard Line. Al principio, las noticias recibidas se imprimieron en un pequeño folleto de cuatro páginas titulado Boletín Cunard. En seguida pasó a llamarse "Cunard Daily Bulletin", con un subtítulo dedicado a los "Marconigramas Enviados al Barco". Todos los barcos de pasajeros de la Compañía Cunard fueron equipados con el sistema de telegrafía inalámbrica de Marconi, mediante el que se mantenía una comunicación constante, ya fuera con otros barcos o con estaciones terrestres en el hemisferio este u oeste. El RMS Lucania, en octubre de 1903, con Marconi a bordo, fue el primer barco en mantener comunicaciones con ambos lados del Atlántico. El Cunard Daily Bulletin, un diario ilustrado de treinta y dos páginas publicado a bordo de estas embarcaciones registró noticias recibidas por telegrafía inalámbrica, y fue el primer periódico del océano. En agosto de 1903, se llegó a un acuerdo con el gobierno británico mediante el cual Cunard debía construir dos barcos de vapor, para que, con todos los demás barcos de Cunard, estuvieran a disposición del Almirantazgo británico para alquiler o compra, cuando fuera necesario. El gobierno otorgó préstamos a la compañía por valor de 2,6 millones de libras para construir los barcos, otorgándoles un subsidio de 150.000 libras al año. Uno fue el RMS Lusitania y otro fue el RMS Mauritania.
En junio y julio de 1923, las transmisiones de onda corta (97 m) de Marconi enlazaron durante la noche la estación de radio de Poldhu, Cornualles, con su yate Elettra que navegaba en Cabo Verde. En septiembre de 1924, transmitió durante el día y la noche (con ondas de 32 m) desde Poldhu hasta su yate en Beirut. En julio de 1924, firmó contratos con la Oficina General de Correos británica (GPO) para instalar circuitos de telegrafía desde Londres a Australia, India, Sudáfrica y Canadá como elemento principal de la Cadena Imperial Inalámbrica. La onda corta entre el Reino Unido y Canadá, el "Beam Wireless Service", entró en operación comercial el 25 de octubre de 1926. Los servicios inalámbricos de señal concentrada de onda corta (denominados beam) desde el Reino Unido a Australia, Sudáfrica e India entraron en servicio en 1927. Los componentes electrónicos para el sistema se construyeron en la fábrica de material inalámbrico de New Street de Marconi en Chelmsford.
De forma conjunta con Carl Ferdinand Braun, Marconi recibió el Premio Nobel de Física en 1909, por sus contribuciones a las ciencias de la radio. Sus demostraciones sobre el uso de la radio para las comunicaciones inalámbricas, equipando a los barcos con sistemas de comunicación que salvaban vidas, el establecimiento del primer servicio de radio transatlántico, y la construcción de las primeras estaciones para el servicio de onda corta británico, marcaron un lugar destacado en la historia de la tecnología. Poco después del cambio de siglo, la Oficina de Patentes de EE. UU. volvió a otorgarle a Marconi patentes sobre la radio. La Patente USPTO n.º RE11913 se le otorgó el 4 de junio de 1901, y la Patente USPTO n.º 676332 se le concedió el 11 de junio de 1901. Este sistema fue más avanzado que sus trabajos anteriores. La Corte Suprema de los Estados Unidos, según resolución sobre MARCONI WIRELESS T. CO. OF AMERICA v. EE. UU., 320 US 1 (1943), declaró que "La reputación de Marconi como el hombre que primero logró una transmisión de radio exitosa ... no está aquí en cuestión", aunque a esta declaración se añadía que "La patente de Marconi no involucró invención alguna sobre Lodge, Tesla y Stone”. La decisión de 1943 no anuló las patentes originales de Marconi, o su reputación como la primera persona en desarrollar una comunicación radiotelegráfica práctica. Se acaba de sentenciar que la adopción de transformadores ajustables en los circuitos de transmisión y recepción, que fue una mejora de la invención inicial, fue anticipada por las patentes otorgadas a Oliver Lodge y John Stone (aunque esta decisión no fue unánime).

### Braun

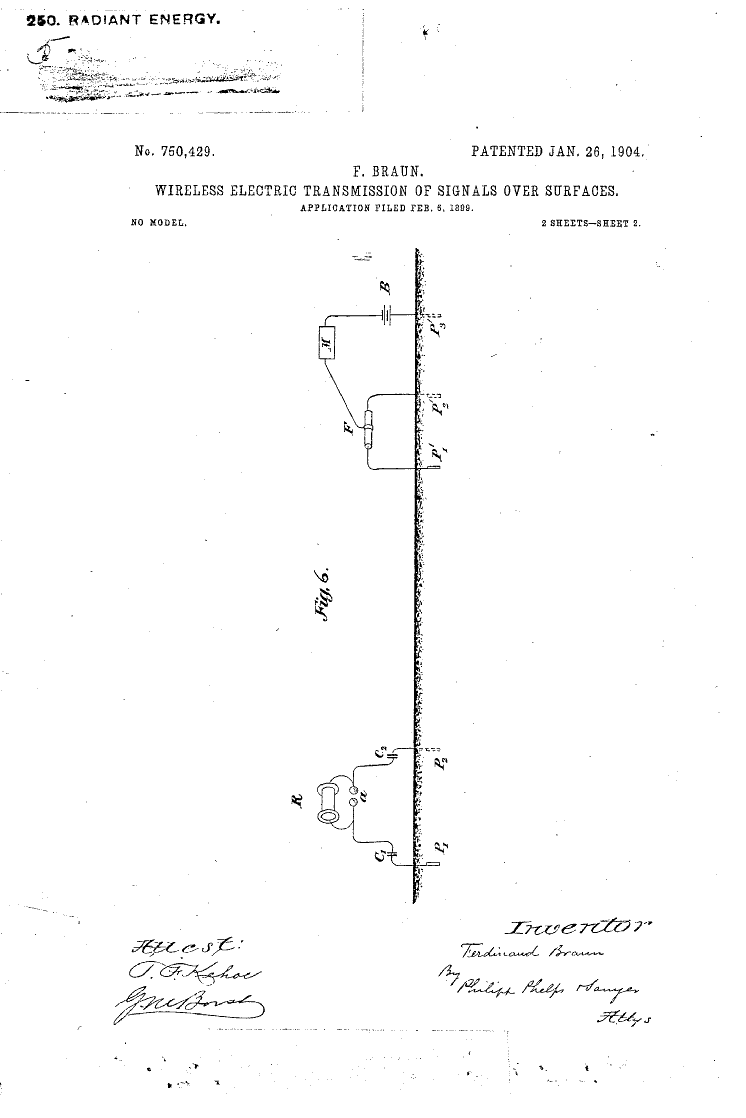
Energía radiante de Braun

Las principales contribuciones de Carl Ferdinand Braun fueron la introducción de un circuito sintonizador cerrado en la parte generadora del transmisor, y su separación de la parte radiante (la antena) por medio de un acoplamiento inductivo, y más adelante el uso de cristales en los sistemas de recepción. Comenzó sus experimentos en la Universidad de Estrasburgo, y había escrito extensamente sobre temas inalámbricos, siendo conocido por sus muchas contribuciones a la revista El electricista y a otras publicaciones científicas. En 1899 solicitó las patentes Electro telegrafía por medio de condensadores y bobinas de inducción y Electro transmisión inalámbrica de señales sobre superficies.
Los pioneros que trabajan en dispositivos inalámbricos, finalmente llegaron a un límite en la distancia que eran capaces de cubrir. La conexión directa de la antena a la chispa producía únicamente un tren de impulsos fuertemente amortiguado, con tan solo unos pocos ciclos antes de que cesaran las oscilaciones. El circuito de Braun proporcionó una oscilación sostenida mucho más larga porque la energía encontraba menos pérdidas entre la bobina y las botellas de Leyden. Además, mediante el acoplamiento de la antena inductiva, el sistema de radiación se ajustaba al generador de ondas.
En la primavera de 1899, Braun, acompañado por sus colegas Cantor y Zenneck, fue a Cuxhaven para continuar sus experimentos en el Mar del Norte. El 6 de febrero de 1899, solicitaría la patente de los Estados Unidos Patente USPTO n.º 0750429: «Transmisión Inalámbrica de Señales Eléctricas Sobre Superficies». En poco tiempo, alcanzó una distancia de 42 km hasta la ciudad de Mutzing, y el 24 de septiembre de 1900, se intercambiaron regularmente señales de radio telegrafía con la isla de Heligoland, a una distancia de 62 km . Los buques ligeros en el río Elba y una estación costera en Cuxhaven comenzaron un servicio regular de radio telégrafos. El 6 de agosto de 1901, solicitaría la Patente USPTO n.º 0763345: «Medios para la sintonización y el ajuste de circuitos eléctricos».
En 1904, el sistema de circuito cerrado de telegrafía inalámbrica, relacionado con el nombre de Braun, era bien conocido y generalmente adoptado de forma general. Los resultados de los experimentos de Braun, publicados en El Electricista, poseen interés, aparte del método empleado. Braun demostró cómo el problema podía resolverse de forma satisfactoria y económica. El oscilador de circuito cerrado tiene la ventaja, como se sabía, de poder extraer la energía cinética del circuito del oscilador, y por lo tanto, prolongar la emisión, ya que ambos circuitos tienden a lograr el muy deseado tren de ondas sin amortiguación. La energía disponible para producir ondas de radio, aunque mayor que con el sistema abierto, todavía era muy pequeña, a menos que se usaran voltajes muy altos, con los correspondientes problemas. Braun evitó el uso de potenciales extremadamente altos para salvar el salto de la chispa y también hizo uso de un espacio menos consumidor de energía al subdividirlo. Sin embargo, el punto principal en su nueva disposición no era la subdivisión del salto de la chispa, sino su disposición, por la que se cargaban en paralelo, con bajos voltajes, y se descargan en serie. El Premio Nobel otorgado a Braun en 1909 representaba este diseño.

### Stone Stone

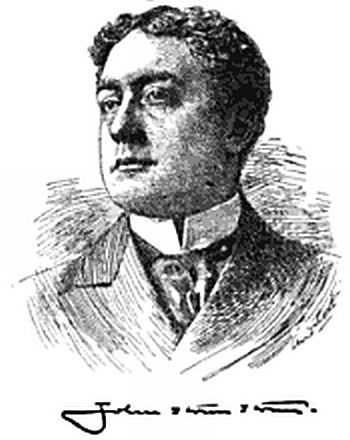
John Stone Stone

John Stone Stone trabajó como ingeniero telefónico pionero, y tuvo una gran influencia en el desarrollo de la tecnología de la comunicación inalámbrica. Obtuvo más de setenta patentes de los Estados Unidos en solitario, clave en el campo de la "telegrafía espacial". Sus patentes para la radio, junto con sus equivalentes en otros países, constituyen una contribución muy voluminosa a la literatura de patentes sobre el tema. En muchos casos, estas especificaciones son contribuciones aportadas a la literatura sobre el tema, llenas de valiosas referencias a otras fuentes de información.
Obtuvo una gran cantidad de patentes centradas en la manera de producir oscilaciones en un sistema de radiante y emitir la energía en forma de ondas de una longitud predeterminada, cualquiera que fuera la dimensión eléctrica del oscilador. El 8 de febrero de 1900 solicitó la Patente USPTO n.º 714756 sobre un sistema selectivo en el que se asociaban inductivamente dos circuitos simples, cada uno con un grado de libertad independiente, y en el que la restauración de las oscilaciones eléctricas a potencial cero se superponía a las corrientes, dando lugar a corrientes armónicas compuestas que permitían que el sistema del resonador se sintonizara con precisión al oscilador. El sistema de Stone, como se indica en la Patente USPTO n.º 714,831, desarrolló ondas electromagnéticas como señales armónicas simples libres o no guiadas de una frecuencia definida por la exclusión de la energía de las ondas de señal de otras frecuencias, y un conductor elevado y medios para el desarrollo forzado de oscilaciones eléctricas simples de la frecuencia correspondiente. En estas patentes, Stone ideó un circuito de oscilación inductiva múltiple con el objeto de forzar en el circuito de la antena una sola oscilación de frecuencia definida. En el sistema para recibir la energía de las ondas armónicas simples de señal electromagnética, libres o no guiadas, de una frecuencia definida por la exclusión de la energía de las ondas de señal de otras frecuencias, se requería un conductor elevado y un circuito resonante asociado con dicho conductor y sintonizado con la frecuencia de las ondas cuya energía se va a recibir. En algunos de los conjuntos de radio receptores portátiles del Ejército de los Estados Unidos se empleó un cohesor fabricado según el denominado "sistema de Stone". El cohesor Stone tiene dos pequeños tapones de acero entre los que se colocan los gránulos de carbono sueltos. Este es un dispositivo de "auto-decohesionado"; y aunque no es tan sensible como otras formas de detectores, está bien adaptado para el duro uso de los equipos portátiles.

### Sistemas inalámbricos en marinas de guerra

#### Armada de los Estados Unidos
En 1899, el Consejo de la Marina de los Estados Unidos emitió un informe sobre los datos disponibles respecto al sistema Marconi de telegrafía inalámbrica. Se reportó que el sistema estaba bien adaptado para su uso en la señalización de escuadrones, en condiciones de lluvia, niebla, oscuridad y con desplazamientos veloces, aunque la humedad afectaba a su rendimiento. También se informó de que cuando dos estaciones transmitían simultáneamente, se recibían ambas a la vez, y que el sistema tenía el potencial de afectar a la brújula. El informe indicaba que se podía mantener el contacto en distancias comprendidas entre 135 km en el caso de barcos grandes con mástiles altos (de más de 40 m), hasta algo más de 10 km para los barcos más pequeños. La junta recomendó que el sistema fuese puesto a prueba por la Marina de los Estados Unidos.

#### Marina Real británica
El HMS Hector se convirtió en el primer buque de guerra británico en tener telegrafía sin hilos instalada, cuando se utilizó para realizar las primeras pruebas del nuevo equipo para la Marina Real británica. A partir de diciembre de 1899, el HMS Hector y el HMS Jaseur ya estaban equipados con sistemas inalámbricos. En 1901, el HMS Jaseur recibió señales del transmisor Marconi situado en la Isla de Wight y del HMS Hector.

## Telefonía inalámbrica

### Fessenden
A finales de 1886, Reginald Fessenden comenzó a trabajar directamente para Thomas Edison en el nuevo laboratorio del inventor en West Orange (Nueva Jersey). Realizó grandes avances con rapidez, especialmente en el diseño del receptor, mientras trabajaba para desarrollar la recepción de señales de audio. El Servicio Meteorológico estadounidense comenzó a principios de 1900 un programa sistemático de experimentación en telegrafía inalámbrica, empleándolo como especialista. Fessenden desarrolló el principio heterodino, en el que dos señales se combinaron para producir una tercera señal.
En 1900, comenzó la construcción de un gran alternador de transmisión de radio, experimentando con un transmisor de chispa de alta frecuencia, emitió con éxito señales habladas el 23 de diciembre de 1900, a una distancia de aproximadamente 1.6 km, siendo esta la "primera transmisión de radio de audio". A principios de 1901, el Servicio Meteorológico instaló oficialmente el equipo de Fessenden en Wier's Point, isla Roanoke, Carolina del Norte, y realizó transmisiones experimentales sobre aguas marítimas, conectando con una estación ubicada unos 8 km al oeste del Cabo Hatteras. La distancia entre las dos estaciones es casi exactamente de 80 km . Se construyó en 1902 un alternador de 1 kW de potencia a 10 kilohercios. El desarrollo de este equipo fue obra de Charles Proteus Steinmetz, Caryl D. Haskins, Ernst Alexanderson, John TH Dempster, Henry Geisenhoner, Adam Stein, Jr. y FP Mansbendel.
En un documento escrito por Fessenden en 1902, se afirmó que se habían logrado importantes avances, uno de los cuales fue superar en gran parte la pérdida de energía experimentada en otros sistemas. En una entrevista con un corresponsal del New York Journal, Fessenden declaró que en su primer aparato no usó un transformador de aire en el extremo de emisión, ni un cilindro concéntrico para emisores y antenas. Usó condensadores, pero dispuestos en una manera totalmente diferente a la de otros sistemas, y que "no" empleó un cohesor o cualquier otra forma de contacto eléctrico imperfecto. Afirmó que había prestado especial atención a los sistemas selectivos y de multiplexación, y que estaba satisfecho con los resultados obtenidos con estos cambios.
El 12 de agosto de 1902, se otorgaron 13 patentes a Fessenden, que abarcaban varios métodos, dispositivos y sistemas para la emisión y recepción de señales inalámbricas. Estas patentes involucraron muchos principios nuevos, cuya pieza clave fue un método para la distribución de capacidad e inductancia, en lugar de localizar estos coeficientes del oscilador como en sistemas anteriores.

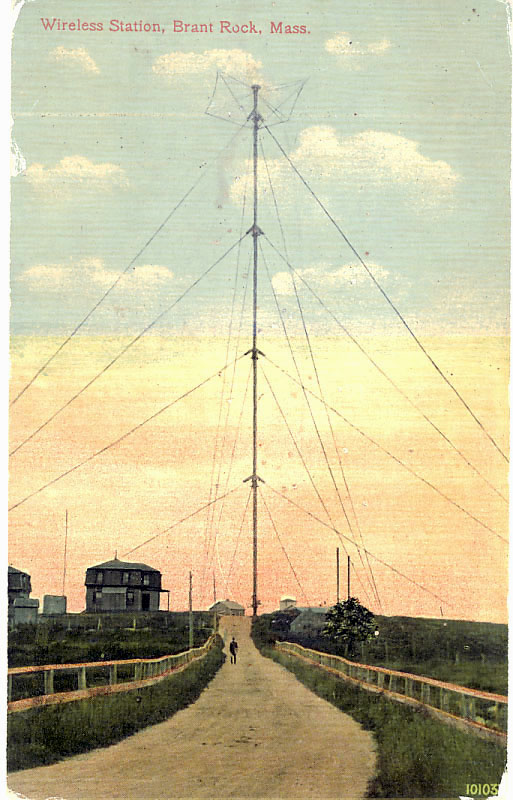
Torre de radio de Ocean Bluff-Brant Rock (1910)

En el verano de 1906 se instaló un equipo que producía señales de 50 kilohercios en la estación de Ocean Bluff-Brant Rock, y en el otoño de 1906 se puso en servicio un nuevo equipo, que se denominó dinamo eléctrica alternadora que funcionaba regularmente a 75 kilohercios, con una potencia de 0.5 kW. Fessenden utilizó este equipo para transmitir comunicaciones de telefonía inalámbrica con Plymouth (Massachusetts), a una distancia de aproximadamente 18 km. Al año siguiente, se construyeron máquinas con una frecuencia de 96 kilohercios y potencias de 1 kW y 2 kW. Fessenden opinaba que el sistema de onda coherente amortiguado era esencialmente inadecuado para convertirse en un sistema práctico. Emplearía un método de alternador con un sistema bifásico hF,  lo que le permitiría obtener una producción de ondas continua con constantes ajustables en el circuito emisor. También usaría un sistema duplex y métodos de multiplexación. El 11 de diciembre de 1906 tuvo lugar la primera operación de transmisión telefónica inalámbrica combinada con líneas de cable. En julio de 1907, la distancia operativa se amplió considerablemente y la voz se transmitió con éxito entre Brant Rock y Jamaica, en Long Island, a una distancia de casi 320 km, a plena luz del día y en su mayor parte atravesando zonas del continente. El mástil situado en el barrio de Jamaica tenía aproximadamente 55 m de altura.

### Fleming
En noviembre de 1904, el físico inglés John Ambrose Fleming inventó el rectificador de tubo de vacío de dos electrodos, al que llamó "válvula osciladora Fleming", para la que obtuvo las patentes GB 24850 y Patente USPTO n.º 803684. Esta "válvula de Fleming" era sensible y fiable, y reemplazó al diodo de cristal utilizado en los receptores empleados hasta entonces para la comunicación inalámbrica de larga distancia. Tenía la ventaja de que no podía dañarse permanentemente ni desajustarse debido a una señal perdida excepcionalmente fuerte, como las debidas a la electricidad atmosférica. Fleming obtuvo la Medalla Hughes en 1910 por sus logros electrónicos. Marconi usó este dispositivo como detector de señales de radio.
La Corte Suprema de los Estados Unidos eventualmente invalidaría la patente de los EE. UU. debido a una cláusula de responsabilidad incorrecta y, además, la tecnología presentada en la patente ya era conocida cuando se presentó. Esta invención fue la primera válvula termoiónica. El diodo de Fleming se usó en los receptores de radio durante muchas décadas después, hasta que fue reemplazado por la tecnología electrónica de estado sólido mejorada más de 50 años después.

### De Forest
Lee De Forest tenía interés en la telegrafía inalámbrica e inventó el Audión en 1906. Fue presidente y secretario de la Compañía De Forest de Radio Teléfono y Telégrafo (1913). El sistema De Forest fue adoptado por el gobierno de los Estados Unidos y se presentó a otros gobiernos, incluidos los de Gran Bretaña, Dinamarca, Alemania, Rusia y las Indias británicas. Todos ellos compraron aparatos De Forest antes de la Primera Guerra Mundial. De Forest es uno de los padres de la "era electrónica", ya que el Audion contribuyó a iniciar el uso generalizado de la electrónica.
De Forest diseñó la válvula termoiónica denominada Audión, que funcionaba como un amplificador de señal. También ideó el Oscillion, un transmisor de onda sin amortiguación. Desarrolló el método de telegrafía inalámbrica de De Forest y fundó la compañía estadounidense de telégrafos inalámbricos De Forest. Fue un distinguido ingeniero eléctrico y el principal colaborador estadounidense en el desarrollo de la telegrafía inalámbrica y la telefonía. Los elementos de su dispositivo toman señales eléctricas relativamente débiles y las amplifican. El Audion Detector, el Audion Amplifier y el transmisor Oscillion contribuyeron significativamente al desarrollo y popularización de la radio, haciendo posible la transmisión palabras escritas o audibles. Durante la Primera Guerra Mundial, el sistema De Forest fue un factor clave para garantizar la eficiencia del Servicio de Señales de los Estados Unidos, y también fue instalado por el Gobierno de los Estados Unidos en Alaska.

## Cronograma de la invención de la radio
A continuación se muestra una breve selección de eventos e individuos importantes relacionados con el desarrollo de la radio, desde 1860 hasta 1910: